# Unió Catalanista

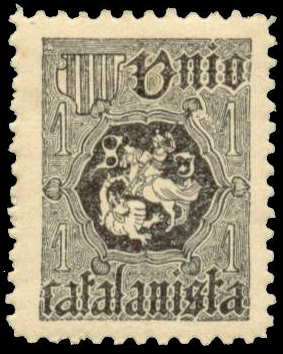
Zegel van de Unió Catalanista uitl 1899

De Unió Catalanista was een politieke vereniging in 1891 in Barcelona die zich verzette tegen het artikel 15 van het Spaanse wetboek voor burgerlijk recht dat tegen het Catalaanse burgerlijk recht inging. Het wilde een overkoepelende burgerrechtbeweging zijn die alle Catalanisten, los van elke ideologie wilde verenigen. Na de Eerste Wereldoorlog verliest de Unió gaandeweg invloed en wordt tijdens de Spaanse Burgeroorlog uiteindelijk opgeheven.

## Voorzitters
- Lluís Domènech i Montaner
- Joan Josep Permanyer i Ayats
- Àngel Guimerà i Jorge
- Joan Solé i Pla
- Antoni Maria Gallissà i Soqué
- Joaquim Riera i Bertran
- Francesc Romaní i Puigdengolas
- Manuel Folguera i Duran
- Pau Sans i Guitart
- Antoni Suñol i Pla
- Josep Maria Roca i Heras
- Domènec Martí i Julià
- Vicenç Albert Ballester i Camps

## Bekende leden
- Josep Reventós i Amiguet: afgevaardigede voor Sant Andreu de Palomar.
- Manuel Alcàntara i Gusart

## Verwijzingen
- Jordi Llorens i Vila, La Unió Catalanista (1891-1904), Barcelona, Uitgeverij Rafael Dalmau, Barcelona, 1991, 123 blz., ISBN 9788423204434
- Jaume Colomer, La temptativa separatista a Catalunya. Els origens (1895-1917) (1895) Barcelona, Editorial Columna Assaig, 1895